# Landolinshof

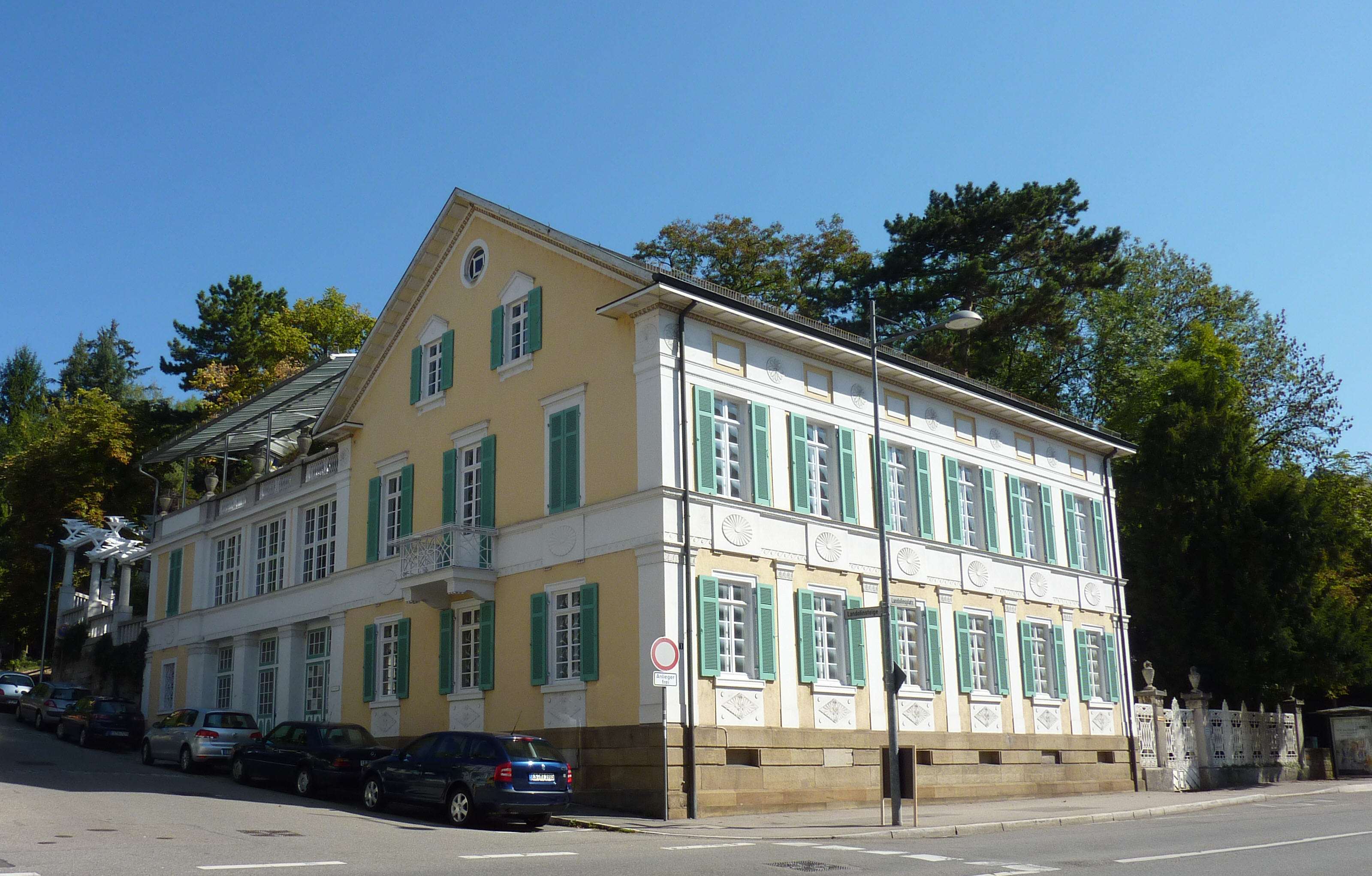
Blick auf den Landolinshof

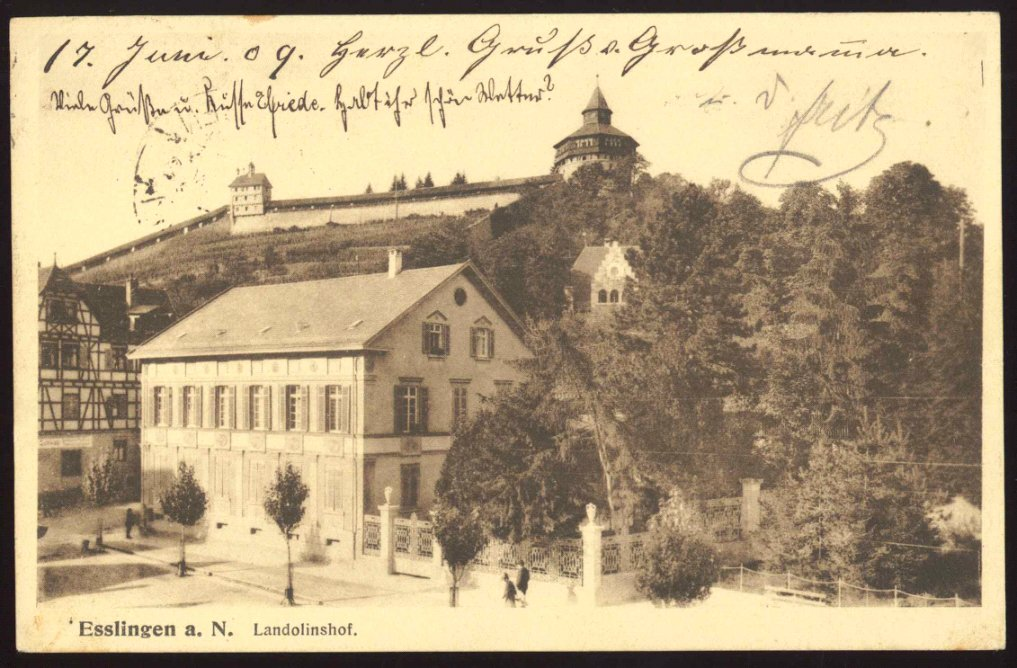
Der Landolinshof auf einer alten Ansichtskarte

Der Landolinshof am Landolinsplatz 1 in Esslingen am Neckar ist eine denkmalgeschützte Villa.

## Geschichte
Das Haus wurde 1846 für den Justizprokurator Georgii, einen Teilhaber der Sektkellerei Kessler, der der Vater von Theodor Georgii war, erbaut. Später ging es in den Besitz Fritz Müllers über, der es 1905/06 von Albert Benz umbauen ließ.
Benz versah den traufständig längs des Landolinsplatzes stehenden klassizistischen Altbau mit einem zweigeschossigen Anbau in Richtung Landolinsteige. Im Gegensatz zu dem Altbau erhielt dieser rechtwinklig angeschlossene neuklassizistische Anbau ein Flachdach. Um eine harmonische Verbindung zu schaffen, wurde das Gurtgesims unterhalb der Fenster im Obergeschoss auch am Anbau fortgeführt. Die Fassaden wurden durch ornamentierte Putzfelder und Palmettenfriese sowie Lisenen- und Pilastergliederungen und gewölbte Fensterscheiben anspruchsvoll gestaltet.
Im Landolinshof sind Kassettendecken, Vertäfelungen, Stuckelemente und farbige Fensterverglasungen erhalten geblieben. Auch der schmiedeeiserne Gartenzaun ist original erhalten.